# Бавыкино (Зарайский район)
Бавыкино — деревня в Зарайском районе Московской области, в составе муниципального образования сельское поселение Гололобовское (до 28 февраля 2005 года входила в состав Масловского сельского округа).

## География
Бавыкино расположено на юго-востоке Московской области, в восточной части Зарайского района, в 13 км восточнее Зарайска. Через деревню протекает река Рудница, высота центра деревни над уровнем моря — 194 м.

## Население
| 2002 | 2006 | 2010 |
| ---- | ---- | ---- |
| 8    | ↘3   | ↗9   |

## История
Впервые в исторических документах селение упоминается в платёжных книгах 1595 года. В 1790 году в деревне числилось 10 дворов и 69 жителей, в 1858 году — 13 дворовых хозяйств и 149 жителей, в 1884 — 27 дворов, 193 жителя; в начале XX века — 34 двора и 255 жителей. В 1928 году в Бавыкино образована сельхозартель им. 17-го Международного юношеского дня. В 1950 году из восемь мелких артелей ообъединены в колхоз им. Калинина, в 1960 году включённый в совхоз «Маслово». В деревне, в начале XIX века, жил декабрист Владимир Лихарев.